# Lindholz-Plan

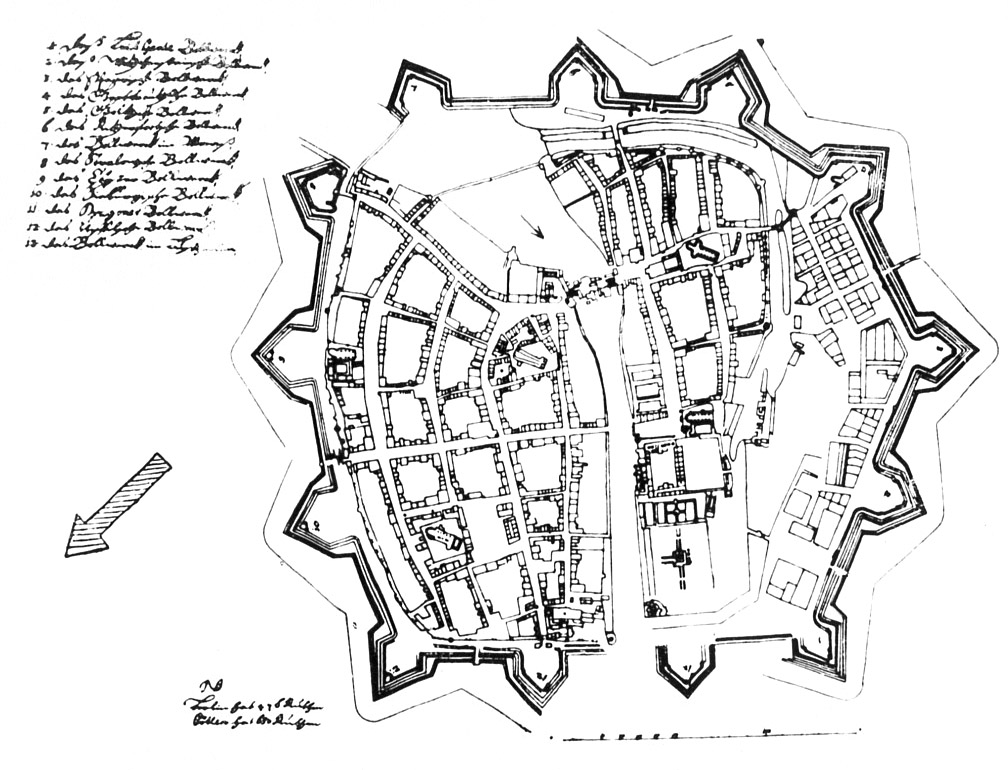
Lindholz-Plan

Der Lindholz-Plan ist eine Zeichnung von Berlin von etwa 1660. Sie ist der zweitälteste erhaltene  Stadtplan der Stadt.

## Hintergründe und Beschreibung
Die Zeichnung ist offenbar eine Skizze, die von einem Plan der im Bau befindlichen Befestigungsanlagen um Berlin angefertigt wurde. 
Der Zeichner und die genauen Umstände sind unbekannt, es sind  auch keine weiteren Karten  aus diesem Umfeld erhalten.
Der Plan zeigt die Doppelstadt Berlin-Cölln um 1660. Darin sind viele Straßen und Häuser sehr präzise    eingezeichnet, einige wenige  Bauwerke fehlen aber (Lange Brücke am Schloss).
Die Zeichnung befand sich wahrscheinlich im Nachlass des kurfürstlichen Kammerrates Andreas Lindholz (– 1702) und gelangte dann in das Geheime Staatsarchiv in Berlin-Dahlem. Sie überstand die Auslagerung der Bestände ab 1943 unbeschadet und gelangte nach 1945 in das Zentralarchiv der DDR in Merseburg. Nach 1990 wurde sie in das Geheime Staatsarchiv zurückgegeben.
Der Lindholz-Plan ist die zweite erhaltene geographische Darstellung der Stadt Berlin-Cölln überhaupt,  nach dem Plan von Memhardt von 1652. Durch die präzise Darstellung der Gebäude liefert sie wertvolle Details über den Zustand der Stadt um 1660. Einige Einzelheiten, zum Beispiel in der Befestigungsmauer, sind aber offenbar Entwürfe, die danach nicht  ausgeführt wurden.